# Witlinek
Witlinek (Merlangius merlangus) – gatunek morskiej ryby dorszokształtnej z rodziny dorszowatych (Gadidae). Poławiana gospodarczo na niewielką skalę, spotykana w akwariach publicznych.

## Zasięg występowania
Północno-wschodni Ocean Atlantycki oraz połączone z nim morza, w tym Morze Bałtyckie, rzadko w Morzu Śródziemnym. Najczęściej spotykany na głębokościach od 30–100 m, nad mulistym lub żwirowym dnem.

## Cechy charakterystyczne
Ciało torpedowate, wydłużone, długość maksymalnie do 70 cm, zwykle ok. 40 cm. Mały wąsik, charakterystyczny dla młodych osobników, z wiekiem zanika. Trzy płetwy grzbietowe i dwie odbytowe. Pierwsza płetwa grzbietowa wyraźnie wyższa niż u dorsza atlantyckiego. Za pokrywą skrzelową widoczna czarna plamka.
Żywi się mięczakami, małymi rybami i skorupiakami.